# Mondaine (entreprise)
Pour l’article homonyme, voir Société mondaine.

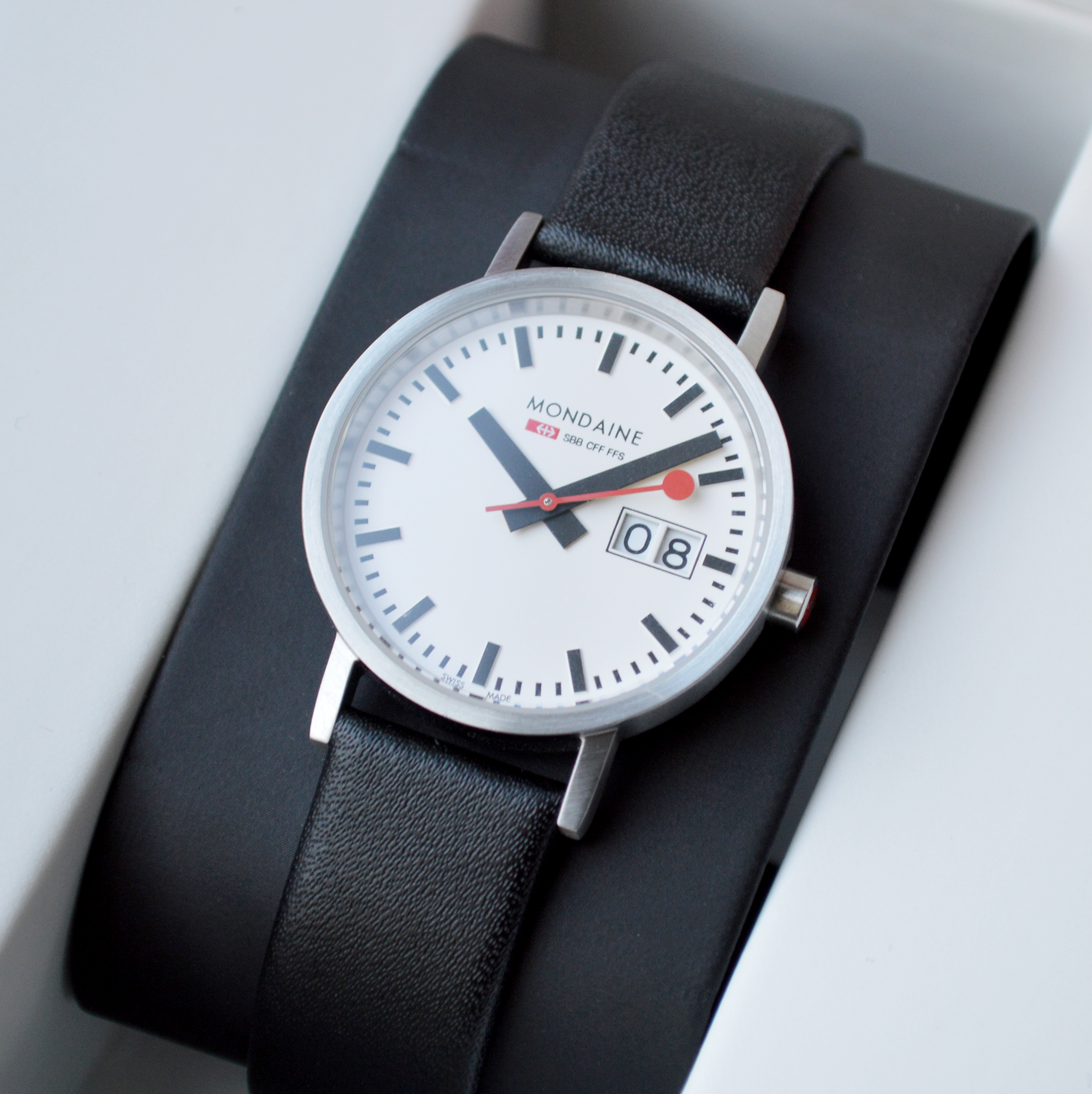
Montre Mondaine 30008.

Mondaine Watch Ltd. est une société anonyme suisse active dans le secteur de l'horlogerie, créée en 1967. L'entreprise a son siège à Pfäffikon et ses ateliers horlogers sont situés à Biberist.

## Historique
Mondaine Watch Ltd. fabrique et distribue dans le monde entier les montres officielles des Chemins de fer fédéraux suisses (CFF). Les acronymes CFF, SBB et FFS apparaissent sous le logo Mondaine, sur le cadran (SBB étant la traduction en allemand et FFS, la traduction en italien de l'acronyme CFF). Les montres Mondaine reprennent le cadran créé en 1944 par Hans Hilfiker, pour équiper les 3 000 horloges des gares suisses. Avec la célèbre trotteuse rouge, qui reprend la forme ronde du panneau utilisé par le chef de gare pour donner le départ du train, Hans Hilfiker a créé un design intemporel[pas clair], moderne et lisible, qui et devenu une icône en Suisse et un symbole de la Suisse dans le monde. L'idée, révolutionnaire en 1944, était d'indiquer aux voyageurs présents sur le quai de la gare le temps restant avant le départ du train. Alimentées en électricité, ces 3 000 horloges ont la particularité d'être précises à la minute mais imprécises à la seconde. Trois raisons simples expliquent ce choix : premièrement, chaque gare comportant plusieurs horloges, chaque gare possède donc une horloge mère pilotant et synchronisant des “horloges filles” ou “horloges esclaves” pour indiquer une seule et même heure, identique, et pour n'avoir qu'une horloge à régler pour les régler toutes d'autant que, deuxièmement, l'électricité étant sujette à des variations de tension, il peut en résulter une imprécision. Afin de permettre à l'horloge de se resynchroniser, les ingénieurs ont donc décidé de faire tourner l'aiguille des secondes en 58,5 secondes (donc plus vite), puis de lui faire faire une pause de 1,5 seconde à chaque nouvelle minute. Troisièmement, les départs des trains respectant une précision de l'ordre de la minute, si les horloges des gares suisses n'indiquent qu'au midi du cadran la seconde exacte, elles indiquent néanmoins fidèlement la minute, ce qui permet ce choix technique.
Grâce à leur design épuré, les montres Mondaine ont d'abord connu un grand succès dans les musées : MOMA et Guggenheim à New York, Museum of Design de Londres, Munch Museum d'Oslo[réf. nécessaire] pour n'en citer que quelques-uns.
En 1993, Mondaine a reçu le prix Design Plus.[réf. nécessaire] Progressivement, les horloges des gares suisses se sont exportées : on[Qui ?] en retrouve ainsi gare de l'Est à Paris et également à la gare de Bruxelles[réf. nécessaire], ainsi que dans le Leicester Square de Londres ou dans le centre-ville de Bâle ou de Zurich[réf. nécessaire].
Les montres Mondaines sont distribuées dans plus de 40 pays.
En 2012, Apple a repris le cadran iconique dans l'application « Horloges du Monde », incluse dans la version 6 de son système d'exploitation iOS. Un accord a été signé en octobre 2012 après un mois d'utilisation non autorisée, contre une somme de 20 millions de dollars.
En août 2016, deux horloges Mondaine Stop2go sont arrivées sur les planches de Deauville. À l'image des 3 000 horloges des CFF, ces deux horloges Mondaine Stop2go font une pause de 1,5 seconde toutes les minutes.
La 25e heure Mondaine est un concours photo qui a lieu à Deauville, à l'occasion du passage à l'heure d'hiver[source insuffisante]. Un jury comptant Bettina Rheims pour présidente, y récompense les meilleures photographies prises à Deauville durant l'heure supplémentaire qu'offre le passage à l'heure d'hiver[pertinence contestée].
La société Mondaine Watch Ltd s'est diversifiée dès les années 1980[source insuffisante] : elle fabrique et distribue les marques de montres Luminox et M-Watch, puis Camel Trophy Adventure. La marque M-Watch a rencontré un très grand succès auprès de la population suisse[réf. nécessaire][source insuffisante].